# 保加利亚新电视台新闻
保加利亚新电视台新闻节目  于1995年8月7日首次播出。直到2011年9月才叫 "日历" 。2016年更名为 "保加利亚新电视台新闻" 。2012年7月9日，保加利亚新电视台推出了自己的新闻网站。从2015年9月22日起，这些节目还将在保加利亚新电视台新闻电台播出。

## 节目
保加利亚新电视台区块每天都有广播，你好，保加利亚 - 06:00、07:00、08:00、09:00； 午餐节目 - 12:00； 下午节目 - 16:00； 中心节目 - 19:00； 晚发 - 23:00； 夏季节目 - 22:00； 周六和周日 - 12:00 和19:00